# Фракийский собор в Кырджали
Национа́льный фраки́йский собо́р в Кы́рджали — фольклорный праздник фракийских болгар, в том числе выходцев из болгарских сёл эгейского побережья (Беломорская Фракия, болг. Беломорска Тракия). Собор обычно проводится в июне в парке Простор (Кырджали, восточные Родопы). В 2018 году прошёл 20-й Фракийский собор.
Для участия в фестивале прибывают фольклорные коллективы и делегации из многих населённых пунктов (Момчилград, Златоград, Пловдив, Джебел и др.), число участников достигает тысячи, выступающих — трёхсот.
Фракийские соборы проводят и в некоторых других городах Болгарии (например, в Поморие Бургасской области или в Ямболе). Однако фестиваль в Кырджали выделяется возрастом и размахом.
Наряду с администрацией общины Кырджали, в подготовке собора участвуют организации фракийских болгар в Кырджали: фракийское общество имени Димитыра Маджарова, фракийское молодёжное общество и народное читалище «Тракия-2009».

## Контекст
Фракийские болгары — этнографическая группа болгар, отличающаяся особенностями языка, традиционного костюма, песенного и танцевального искусства. Большинство фракийских болгар проживают сегодня в Северной Фракии, но включают также выходцев (беженцы, вынужденные переселенцы и их потомки) из Западной (ныне в Греции) и Восточной (ныне в Турции) Фракии. В Болгарии действуют многочисленные местные фракийские общества, а также объединяющая их организация Союз фракийских обществ Болгарии. Государство поддерживает политические требования фракийцев — в частности, требование компенсации со стороны Турции за утраченную собственность беженцев из Восточной Фракии (Кыркларели и другие населённые пункты).